# Yucheng (ort)
Yucheng är en ort i Kina. Den ligger i provinsen Shandong, i den östra delen av landet, omkring 200 kilometer söder om provinshuvudstaden Jinan. Antalet invånare är 62 365.
Runt Yucheng är det tätbefolkat, med 819 invånare per kvadratkilometer. Det finns inga andra samhällen i närheten. Trakten runt Yucheng består till största delen av jordbruksmark.
Genomsnittlig årsnederbörd är 832 millimeter. Den regnigaste månaden är juli, med i genomsnitt 219 mm nederbörd, och den torraste är januari, med 8 mm nederbörd.